# Góry Gomborskie
Góry Gomborskie (gruz. გომბორის ქედი, Gomboris Kedi) – pasmo górskie we wschodniej Gruzji, w Kachetii, część Międzygórza Kaukaskiego. Rozciągają się na długości 107 km, a ich najwyższy szczyt liczy 1991 m n.p.m.
Góry Gomborskie stanowią dział wodny oddzielający doliny rzek Alazani i Iori, tym samym dzieląc Kachetię na dwa tradycyjne regiony: wewnętrzny (Szida Kacheti) i zewnętrzny (Gare Kacheti). Zbocza górskie są poprzecinanie korytami kilku małych rzek. Alazani przechodzi przez pasmo górskie, wywierając tym samym wpływ na klimat tego pasma. Z Gór Gomborskich wypływają dwie rzeki, Czermischewi (35 km) i Lakbe (32 km).
W południowej części pasma  położony jest rezerwat naturalny Mariamdżwari. Zarówno na północnych, jak i południowych stokach Gór Gomborskich występują lasy sosnowe. W rezerwacie można odnaleźć takich przedstawicieli flory, jak dąb Quercus iberica, graby, jabłonie, śliwa wiśniowa, głóg, śliwa tarnina, róża rdzawa czy tamaryszki. W rezerwacie stwierdzono m.in. 25 gatunków ssaków i 114 gatunków ptaków. Do fauny rezerwatu należą m.in. sarny europejskie, borsuki, lis rudy, wiewiórka kaukaska (Sciurus anomalus), kosy, grzywacze, dudek, strzyżyk zwyczajny, dzięcioł zielony i krogulec zwyczajny.
Z całego terenu gór wykazano m.in. 221 gatunków mechowców z 57 rodzin i 239 gatunków nicieni z 34 rodzin.
Góry Gomborskie były wzmiankowane przez media jako możliwa lokalizacja amerykańskich baz z radarami wykrywającymi ABM, które to bazy mogłyby pozwalać nadzorować działania Iranu, a nawet terytorium Indii.